# Терёшкин, Николай Иванович
Никола́й Ива́нович Терёшкин (25 декабря 1913, деревня Согом Самаровского уезда Тобольской губернии — 28 февраля 1986, Ленинград) — советский лингвист, основоположник отечественного хантыведения, автор первых букварей и методических пособий на хантыйском языке, кандидат филологических наук, ученик Вольфганга Штейница (Wolfgang Steinitz).

## Биография
Родился в семье рыбака и охотника ханты Ивана Терёшкина. Осиротел в возрасте двух лет. Выжил благодаря дальней родственнице Ольге Алексеевне Рогиной, заменившей ему мать. Был взят в услужение в дом богатого соплеменника, который вскоре продал его богатому кулаку за 30 медных монет. В возрасте 15 лет под влиянием односельчанина-большевика сбежал от хозяина в Тобольск и начал учиться в школе.
Проявил хорошие способности, за 2 года освоил курс шестилетки. Затем поступил в Тобольский педтехникум, на базе которого был в 1932 году создан Остяко-Вогульский педтехникум. Вместе с другими студентами туземного отделения переехал из Тобольска в Остяко-Вогульск. По окончании техникума 28 февраля 1935 года был назначен директором хантыйской начальной школы в посёлок Полноват, работал преподавателем хантыйского языка.
В 1936 году был направлен в Ленинградский институт народов Севера им. П. Г. Смидовича (1936—40). Увлёкся филологией, начал изучать родственный хантыйскому венгерский язык, писать научные статьи. Под руководством работавшего в Советском Союзе в 1930-е годы немецкого учёного Вольфганга Штейница перевел на хантыйский язык повесть А. С. Пушкина «Станционный смотритель», опубликованную в 1937 году. По воспоминаниям сына учёного, Н. И. Терешкин рассказывал о первом занятии по хантыйскому языку, которое проводил Штейниц: «Николай прекрасно знал хантыйский язык и даже сам его преподавал. И он подумал, чему же ещё его может научить немецкий профессор в его родном хантыйском языке. Но когда профессор Штейниц взял мел и стал писать на доске по-хантыйски и объяснять грамматику — тут Николай понял, как много он ещё не знает и сколько надо ещё учиться, чтоб так преподавать. И потом, будучи уже известным ученым, Николай Иванович говорил: „Я — ханты. Для меня хантыйский язык родной. Но учился я хантыйскому языку у немецкого ученого Вольфганга Штейница“».
В октябре 1940 года выпускник института Николай Терёшкин был призван в армию. 22 июня 1941 года взвод под командованием младшего лейтенанта Н. И. Терёшкина был поднят по тревоге и направлен защищать подступы к Ленинграду. Терёшкин служил в артиллерийской разведке, где ему помогало свободное владение немецким языком. В марте 1944 года был демобилизован после тяжёлого осколочного ранения, угрожавшего ему ампутацией правой ноги. Отправился в Омск, куда был эвакуирован его родной институт, а затем вместе с ним вернулся в Ленинград и поступил в аспирантуру по специальности угорские языки.
После войны окончил аспирантуру и несколько лет преподавал на Северном факультете Ленинградского педагогического института им. А. И. Герцена. Параллельно занимался наукой в Институте языкознания АН СССР. С 1947-го по 1956 год совершил пять поездок на Обский Север, где изучал диалекты родного языка, подготовив первое описание их грамматического строя.
В 1968 году защитил диссертацию на соискание учёной степени кандидата филологических наук на тему «Ваховский диалект хантыйского языка», на основе богатого собственноручно собранного этнографического материала. Многие тексты хантыйского фольклора были им опубликованы, переведены на русский язык и использованы в учебной работе. По поручению Министерства просвещения РСФСР он впервые составил буквари и методические пособия на ваховском и сургутском диалектах, а также ряд произведений русской литературы. По просьбе финно-угорского общества Финляндии сделал переводы нерасшифрованных текстов, записанных в конце XIX века финским учёным и специалистом по хантыйскому языку Карьялайненом.
Н. И. Терешкин принимал участие в создании академических сборников «Языки народов СССР» (1966) и «Основы финно-угорского языкознания» (1974). Делом всей научно-исследовательской жизни учёного стало составление «Словаря хантыйских диалектов», выпуск которого начался в 1981 году в издательстве «Наука».
Николай Иванович скончался 28 февраля 1986 года в Ленинграде.

## Семья
Семья: супруга — Таисья Дмитриевна, сын — Сергей Николаевич. Он тоже учёный-лингвист, работает в Санкт-Петербурге, в Институте народов Севера, который окончил его отец. Внук Николая Терёшкина наукой не занимается, однако, по религиозным воззрениям обских угров, именно в нём переродилась душа деда.

## Отзывы
«Он всегда себя проверял по своему народу. Мысль о том, достаточно ли он сделал для своего народа, постоянно присутствовала в сознании ученого. Вспоминая теперь минувшие годы, анализируя наши встречи, беседы, я начинаю понимать, что он старался воспитывать в нас вкус, добрые чувства не только к учительскому труду, но и к науке, любовь и уважение к своему народу, культуре, искусству». А. М. Сенгепов.